# Инструментализам
Инструментализам је најразвијенија варијанта прагматизма; освивач је амерички филозоф Џон Дјуи; схвата појмове и ставове (научне и др.) као оруђа за сређивање чулног искуства, a само то искуство као пластичну грађу која се путем промене људских оруђа претвара у сређени људски очовечени објективно дати свет; полази од праксе и њене примене као основе објашњења сазнања и истине, али праксу тумачи само као оформљавање пластичне грађе антесцедентне (пре и независно од човекове свести постојеће) стварности, a не као и истовремени процес сазнавања објективно постојеће структуре те стварности.